# Bewertungsrelation
Die Bewertungsrelation (synonym  Kostengewicht, cost weight (CW), Schweregrad oder Relativgewicht) ist eine Kennzahl in medizinisch-ökonomischen Klassifikationssystemen wie z. B. DRG-Systemen zur Abrechnung medizinischer Leistungen in Krankenhäusern. Sie wird einer Gruppe von Patientenfällen (DRG) zugewiesen und gibt den ökonomischen Schweregrad eines medizinischen Falles und damit in Verbindung mit dem Basisfallwert (engl. base rate) den Erlös eines Falles an. 
Das Ziel ist die Kenntlichmachung und Definition des ökonomischen Aufwands zur Behandlung/Diagnostik einer solchen Gruppe von Patientenfällen (im DRG-System: eine bestimmte DRG). 

## Praxis
Praktische Anwendung: Einem theoretischen Durchschnittsfall eines Patienten wird eine Bewertungsrelation von 1,0 zugewiesen. Fälle, welche aufwendiger als der Durchschnitt sind, bekommen eine Bewertungsrelation von mehr als 1,0. Fälle, welche weniger aufwendig sind als der Durchschnitt, bekommen eine Bewertungsrelation von weniger als 1,0.
Multipliziert man die Bewertungsrelation mit dem sogenannten Basisfallwert oder Basisfallpreis (engl. base rate), erhält man den Betrag, den eine Krankenkasse an ein Krankenhaus für einen solchen Behandlungsfall zahlen muss.
Beispiel: Bewertungsrelation 0,86, Basisfallwert 3000 €. 0,860 × 3000 € = 2580 € sind für diesen Behandlungsfall an das Krankenhaus zu zahlen.

## Ermittlung
Die Bewertungsrelation wird für die jeweils gültigen DRG-Kataloge ermittelt. Als Grundlage für die Ermittlung der DRG dienen die Daten gemäß § 301 SGB V  wie z. B. Hauptdiagnose (ICD-10-Kode), Nebendiagnose, Therapie (OPS-Kode), Alter, Geschlecht, Beatmungsdauer, Aufnahmegewicht (nur bei Kindern, die jünger als ein Lebensjahr sind).
Grundlage der Ermittlung der Bewertungsrelation sind Kostendaten aus an einer bundesweiten Kalkulation teilnehmenden Krankenhäusern.

## Entwicklung der G-DRGs
|                             | 2003   | 2004   | 2005   | 2006   | 2007   | 2008   | 2009   | 2010   | 2011   | 2012   | 2013   | 2014   | 2015   | 2016   | 2017   | 2018   | 2019   |
| --------------------------- | ------ | ------ | ------ | ------ | ------ | ------ | ------ | ------ | ------ | ------ | ------ | ------ | ------ | ------ | ------ | ------ | ------ |
| G-DRG Hauptabteilungen      | 664    | 824    | 878    | 954    | 1082   | 1137   | 1192   | 1200   | 1194   | 1193   | 1187   | 1196   | 1200   | 1220   | 1255   | 1292   | 1318   |
| G-DRG Belegabteilungen      |        | 806    | 762    | 748    | 771    | 933    | 882    | 873    | 857    | 844    | 835    | 824    | 815    | 799    | 814    | 824    | 825    |
| Minimale Bewertungsrelation | 0,122  | 0,113  | 0,118  | 0,117  | 0,106  | 0,111  | 0,119  | 0,130  | 0,140  | 0,141  | 0,145  | 0,135  | 0,123  | 0,141  | 0,151  | 0,205  | 0,210  |
| Maximale Bewertungsrelation | 29,709 | 48,272 | 57,633 | 65,700 | 64,899 | 68,986 | 78,474 | 73,763 | 72,926 | 65,338 | 62,477 | 64,137 | 65,943 | 68,208 | 61,787 | 71,528 | 71,598 |
| Spannweite                  | 29,587 | 48,159 | 57,515 | 65,583 | 64,793 | 68,875 | 78,355 | 73,633 | 72,786 | 65,197 | 62,332 | 64,002 | 65,820 | 68,067 | 61,636 | 71,323 | 71,388 |